# Landover (stacja metra)
Landover – stacja linii pomarańczowej metra waszyngtońskiego. Znajduje się w Landover w stanie Maryland. Przystanek został otwarty 17 listopada 1978 roku.